# ام‌وی سه‌وول
ام‌وی سه‌وول (کره‌ای: 세월호، هانجا: 世越號، به معنای «فراتر از جهان») یک کشتی مسافربر-خودروبر کره‌ای بود که در ژاپن ساخته شده و پیش‌تر نیز در همان کشور بهره‌برداری می‌شد. این کشتی در مسیر بین اینچئون و جزیره ججو فعالیت می‌کرد. در ۱۶ آوریل ۲۰۱۴، کشتی سه‌وول واژگون و غرق شد که در پی آن ۳۰۴ تن از مسافران و خدمه جان خود را از دست دادند.

## مشخصات
سه‌وول یک کشتی RoPax (ترکیبی از حمل مسافر و بار) بود که توسط شرکت ژاپنی هایاشیکانه شیپ‌بیلدینگ اند انجینیرینگ (ژاپنی: 林兼船渠) در سال ۱۹۹۴ ساخته شد. این کشتی ۱۴۶ متر (۴۷۹ فوت) طول و ۲۲ متر (۷۲ فوت) عرض داشت. ظرفیت آن برای حمل مسافر ۹۲۱ نفر و مجموعاً ۹۵۶ نفر از جمله خدمه بود. ظرفیت قانونی کشتی برای حمل خودرو ۱۸۰ دستگاه و برای کانتینرهای بار معمولی ۱۵۴ عدد بود. این کشتی با سرعت ۲۲ گره (۴۱ کیلومتر بر ساعت؛ ۲۵ مایل بر ساعت) توانایی پیمودن مسافتی تا ۲۶۴ مایل (۴۲۵ کیلومتر) را داشت.